# 2471 Ultrajectum
2471 Ultrajectum eller 6545 P-Lär en asteroid i huvudbältet som upptäcktes den 24 september 1960 av den nederländsk-amerikanske astronomen Tom Gehrels och det nederländska astronomparet Ingrid van Houten-Groeneveld och Cornelis Johannes van Houten vid Palomarobservatoriet. Den är uppkallad efter observatoriet i staden Utrecht.
Asteroiden har en diameter på ungefär 15 kilometer och den tillhör asteroidgruppen Eos.